# Dewoitine D.720
Il Dewoitine D.720 fu un aereo militare multiruolo triposto, bimotore e monoplano ad ala alta sviluppato dal consorzio aeronautico francese Société nationale des constructions aéronautiques du Midi (SNCAM) nei tardi anni trenta e rimasto allo stadio di prototipo.
Derivato dal precedente D.700 per ricoprire i ruoli di aereo da osservazione e ricognizione, benché rivelatosi molto promettente tanto da convincere a preparare un ordine da 1 224 esemplari, con la presentazione del Potez 63.16 gli venne preferito quest'ultimo, ritenuto meglio rispondente alle esigenze, e il suo sviluppo venne arrestato.

## Utilizzatori
Francia
- Armée de l'air

utilizzato solo per prove di valutazione.

### Pubblicazioni
- Dewoitine D.720, in Aerei da guerra, Ginevra - Novara, Edito Service S.A. - Istituto Geografico De Agostini, 1993.